# Weedkiller
Weedkiller è il primo album in studio della cantante statunitense Ashnikko, pubblicato il 25 agosto 2023 dalle etichette discografiche Parlophone e Warner Records.

## Antefatti e descrizione
Il 1º marzo 2023 la cantante ha confermato la pubblicazione del disco, rivelandone il titolo, la  copertina e la lista traccia ufficiali. Contestualmente vengono anche confermate le date nordamericane ed europee del tour a supporto del progetto, unendosi alle precedentemente annunciate date asiatiche ed oceaniche.
Il concetto dietro l'album è stato definito nei comunicati stampa come «un commento sul disastro ambientale e la rapida evoluzione della tecnologia» che racconta «la storia di una civiltà fatata occupata e distrutta da macchine che si nutrono di materia organica, dove la protagonista fatata cerca vendetta diventando in parte macchina».

## Tracce
1. World Eater – 2:27
2. You Make Me Sick! – 2:18
3. Worms – 2:28
4. Super Soaker (featuring Daniela Lalita) – 2:27
5. Don't Look at It – 2:09
6. Cheerleader – 2:12
7. Moonlight Magic – 2:32
8. Miss Nectarine – 2:18
9. Chokehold Cherry Python – 2:39
10. Weedkiller – 2:06
11. Want It All – 2:39
12. Possession of a Weapon – 2:35
13. Dying Star (featuring Ethel Cain) – 4:15

## Formazione
Musicisti
- Ashnikko – voce (tutte le tracce)
- Daniela Lalita – voce (4), cori (12)
- Dylan Brady - chitarra (3)
- Ethel Cain – voce (13), chitarra (13), piano (13)
- Micah Jasper - batteria (6), sintetizzatore (6)
- Oscar Scheller – batteria (6), sintetizzatore (12)
- Slinger – basso (1-5, 7-8, 10-11, 13), chitarra (1-3, 7, 9-11, 13), batteria (1-5, 7-11), sintetizzatore (1-5, 7-11)

## Classifiche
| Classifica (2023) | Posizione raggiunta |
| ----------------- | ------------------- |
| Regno Unito       | 7                   |